# Solms-laubachia eurycarpa
Solms-laubachia eurycarpa är en korsblommig växtart som först beskrevs av Carl Maximowicz, och fick sitt nu gällande namn av Viktor Petrovitj Botjantsev. Solms-laubachia eurycarpa ingår i släktet Solms-laubachia och familjen korsblommiga växter. Inga underarter finns listade i Catalogue of Life.